# Wapen van Beek en Donk

Wapen van Beek en Donk (1890)

Wapen van Beek en Donk (1819)

Het wapen van Beek en Donk werd op 28 september 1819 bij besluit van de Hoge Raad van Adel aan de toenmalige Noord-Brabantse gemeente Beek en Donk bevestigd. Op 2 januari 1890 werd hetzelfde wapen, maar dan in de oorspronkelijke kleuren aan de gemeente verleend. Op 1 januari 1997 ging Beek en Donk op in de nieuw opgerichte gemeente Laarbeek, waardoor het wapen kwam te vervallen. In het wapen van Laarbeek werden geen elementen uit dat van Beek en Donk overgenomen.

## Blazoenering
De blazoenering bij het wapen uit 1819 luidt als volgt:
Gevierendeeld door een smal streepkruis; I en IV in azuur 3 mispels van goud en een vrijkwartier van azuur beladen met een arend van goud, II en III in azuur een keper van goud verzeld van 3 klophamers van goud.
In het register stond oorspronkelijk alleen maar een tekening. De beschrijving is later toegevoegd. De heraldische kleuren in het wapen zijn lazuur (blauw) en goud (geel). Dit zijn de rijkskleuren.
Op 2 januari 1890 werd bij Koninklijk Besluit het wapen als volgt verbeterd:
Het eerste en vierde kwartier van goud, beladen met twee vijfbladerige mispelbloemen van keel, geplaatst in den linkerbovenhoek en in den rechter benedenhoek en met een vrijkwartier van keel, beladen met een adelaar van zilver, gesnaveld en geklauwd van azuur; het tweede en derde kwartier van zilver, beladen met een keper van sabel, en vergezeld van drie rechtshellende klophamers van keel, geplaatst twee en een. Het schild omgeven door het randschrift ""Gemeentebestuur van Beek en Donk"".
De heraldische kleuren van het wapen zijn goud (geel), keel (rood), zilver (wit) en azuur (blauw).

## Geschiedenis
Aanvankelijk diende burgemeester J. de Jong een aanvraag in met zijn eigen familiewapen, aangezien de voormalige Heerlijkheid Beek en Donk al zeventig jaar in handen van zijn familie was. De HRvA ging daarmee niet akkoord. Het nieuwe aangevraagde wapen is afgeleid van het schependomszegel uit 1649, dat tevens heerlijkheidszegel was. Dit toont St. Michaël, zwaaiend met een zwaard met zijn rechterarm, en in zijn linkerhand een schild houdend met daarop het gekroonde wapen van Philips van Leefdael, die in 1643 heer werd van Beek en Donk. Dit wapen werd verleend in rijkskleuren, omdat de kleuren bij aanvraag niet gespecificeerd waren. In 1888 en 1889 vroeg de gemeente een nieuw wapen aan. Dit wapen was het wapen van Leefdaal in de historische kleuren.

## Verwant wapen

Wapenschild van Leefdael